# 法語人名
法语人名由名（Prénom）和姓（Nom / Nom de famille）两部分组成，遵循名前姓后的顺序。如维克多·马里·雨果（Victor Marie Hugo），维克多（Victor）和马里（Marie）是他的两个名，以维克多为常用名，雨果（Hugo）是姓，因此一般以维克多·雨果提及此人。

## 名
法兰西人的名字（Prénom）可以有一个或多个，择其中之一为日常使用，余下者仅应用于官方文档等正式场合。如法国前总统雅克·勒内·希拉克（Jacques René Chirac）的名有雅克（Jacques）和勒内（René）两个，但雅克为常用名，因此一般称雅克·希拉克；文学家亨利·勒内·阿尔贝·居伊·德·莫泊桑（Henri René Albert Guy de Maupassant）有四个名，仅以居伊为常用名。
大部分的传统法语名字来源于圣经人物或基督教圣人。如男名中，雅克（Jacques）对应旧约圣经中的雅各，米歇尔（Michel）对应米迦勒，皮埃尔（Pierre）对应使徒彼得，弗朗索瓦（François）对应亚西西的方济各，让（Jean）和让-巴普蒂斯特（Jean-Baptiste）对应施洗者约翰；女名中，玛丽（Marie）对应圣母玛利亚，玛格丽特（Marguerite）对应童贞玛加利大，伊丽莎白（Élisabeth）对应依撒伯尔等。在方言盛行的地区如布列塔尼和科西嘉，流行一些源于本地圣人的名字，如布列塔尼的科朗坦（Corentin），科西嘉的安格（Ange）等。传统上，法国人的取名习惯一般遵照天主教的圣人历，以新生儿生日当天对应的圣人为名。
由于法兰克人等日耳曼部落的历史影响，亦有另外一部分的法语名字来源于日耳曼语，包括阿梅莉（Amélie）、夏尔（Charles）、德鲁安（Drouin）、费迪南（Ferdinand）、热拉尔（Gérard）、纪尧姆（Guillaume）、莱昂纳尔（Léonard）、雷蒙（Raymond）、里希耶（Richier）、塞甘（Séguin）、蒂埃里（Thierry）等。
在中世纪的法国，婴儿由神父起教名。教名均从圣人名字中选择，教会只承认每个人的教名。到大革命时期的共和历11年芽月11日颁布的法令规定：“新生孩子上户口所用的名字，只能是标在各种日历上的或古代名人的名字；在其他契约中，承办官员不得再登记或受理其他任何名字。”随着世俗化的推进，自19世纪起，越来越多的人用地方常用人名和历史名人的名字为子女取名。1966年4月12日，政府以政令形式放松取名限制，可接受名字的范围扩展为古希腊神话中的名字，各地常用人名，复合人名，乃至昵称及其衍生名。如克莱尔（Claire）的衍生名有Clair、Clare、Clarie、Clarice、Clarisse、Clarine、Claira、Clairette、Clarinda、Clara等。到1993年，取名限制进一步放宽，仅限制有损孩子的利益，或有损于第三者的姓氏保护权的名字。
在法国，取名行为常受时效性的流行潮流影响。随着时代演变，会有一些名字被认为是过时、老气的，例如，自20世纪70年代起，很少有女婴起名为热尔梅娜（Germaine），因为这一名字常和老妇人的刻板印象联系在一起。一些更加传统的名字如苏珊（Suzanne）、维奥莱特（Violette）和马德莱娜（Madeleine）在现代上流和中上流阶级又重新变得流行。即使如此，也有如让、皮埃尔、路易（Louis）和弗朗索瓦这样的名字，永远是较为流行、不会过时的；亚历山大（Alexandre）在法国则从未流行，不过这一名字在中层和上层阶级亦偶尔可见。现代法国的名字趋向多样化。由于外来移民原因，源自外来文化的名字有所增多，如北非和南欧的名字卡里姆（Karim），图菲克（Toufik），豪尔赫（Jorge）等。现代亦开始流行为新生儿取英语等外语名字的风潮，男名如凯文（Kevin，法语译法凯万），恩佐（Enzo，昂佐），安东尼（Anthony，昂通尼）等；女名如杰茜卡（Jessica，热茜卡），珍妮弗（Jennifer，让妮费），芭芭拉（Barbara）等。一些传统男名的阴性形式，如雅克利娜（Jacqueline）和热拉尔迪娜（Géraldine）等也逐渐成为流行的女名。据法国《2008年名字行情表》披露，Clara、Léa等女性名因具有拉丁色彩的结尾音a而受青睐；男性名则流行以o结尾，如Matho，Enzo，据称“更有阳刚之气”。
几乎所有的法语人名都有男女之分，但也有中性名存在，如多米尼克（Dominique）、克洛德（Claude，传统上是男名）和卡米耶（Camille，传统上是男名，现常作为女名）。有同一名字的男女形式发音相同，但拼写不同，如弗雷德里克（男名Frédéric，女名Frédérique）。在中世纪，常有以菲利帕（Philippa，源自Philippe）为名的女性，但这一名字在现代仅是男名；亦有以安娜（Anne）为名的男性，这一名字在现代仅是女名（也有可能出现在男子的第二或第三名，主要分布于布列塔尼地区）。自19世纪中叶至20世纪早期，玛丽（Marie，男名译作马里）曾是流行的中性名，但在其他时候，玛丽一名仅作为女名使用，不过也有可能出现在男子的第二名或第三名，尤其是来自较虔诚的天主教家庭者。一位出自虔诚的天主教家庭的男子，其第二名或第三名有可能出现女名，因为在法国天主教家庭的传统中，除常用的单名外，余下的第二名、第三名常常是教父教母或是祖父母的名字，以示纪念。
一些由连字符组成的复名并不罕见，如让-吕克（Jean-Luc）、让-保罗（Jean-Paul）、安娜-索菲（Anne-Sophie）等，此类复名一般被视为单一的名字。在这一结构中，名字的性别所属由第一部分决定，而第二部分性别不限。如男性宗教人物让-玛丽·维亚内（Jean-Marie Vianney），他的名字让-玛丽的第二部分即是被视为女名的玛丽。
现行之关于更名的法律于2016年得到简化。如要更名，可向法庭提出申请，并提交一份说明合法权益的证明材料。更名的原因通常是现有名字引发嘲笑，或是与姓氏连读时组成荒谬短句的谐音等。如让·邦（Jean Bon）与“jambon”（火腿）谐音，安尼克·马梅尔（Annick Mamère）和“A nique ma mère”（她肏我母亲）谐音。删改名字、更替名字顺序的请求也是允许的。

## 姓
法语姓氏（Nom / Nom de famille）相比名字出现较晚。由于教名数量不多，同名现象时有发生，为表区分，人们往往在教名后面加上地名、职业或外貌特征等，作为姓名的一个组成部分，此即现代法语姓氏的雏形，被称为别名（surnom）。15世纪起，别名作为宗族的标记逐步演化为姓氏。在中世纪，事实上仅有上层社会的贵族、地主、富商等才使用此种早期姓氏。到1840年，拿破仑法典才首次规定法国公民必须拥有世袭的家姓。当时的规定具体如下：
1. 嫡出子女的姓氏为父亲姓氏；
2. 非嫡出子女的姓氏，为有确定关系的父或母的姓氏；
3. 非婚生子女的姓氏，为母亲的娘家姓；
4. 弃婴的姓氏由收养者决定[1]。

自2005年1月1日起，新生儿不再默认继承父亲的姓氏，新的民政法第311-21条规定，新生儿的姓氏可以是父亲或母亲姓氏的其中之一，也可以是父母姓氏的连写。
法语姓氏的来源主要分为以下几类：
1. 源于名字。与姓氏确立之前以父名缀于本名之后以示区分的行为有关，这些父名逐渐演变为姓氏。也有姓氏来源于一些名字的简化形式，如让（Jean）衍生的让内（Jeannet）、让诺（Jeannot）、让南（Jeannin）；马坦（Martin）衍生的马蒂内（Martinet）、马蒂诺（Martinot）；皮埃尔（Pierre）衍生的佩兰（Perrin）、佩罗（Perrot, Perreau）等。名字的复合形态也演变为姓氏，如两个简单名字叠加在一起的罗伯斯庇尔（Robespierre）、让科拉（Jeancolas）、让勒诺（Jeanrenaud）、迪迪埃乔治（Didiergeorges）等；一个简单名字加上一个修饰语，如贝朗热（Bellanger）、邦让（Bonjean）、让南格罗（Jeanningros）等。
2. 源于封地或地产名。与姓氏确立之前通过将封地名、地产名加缀于本名之后以示区分的行为有关，最初兴起于贵族阶层，后逐渐扩展至平民阶层。封地或地产名前往往有一个表示来源的介词德（de）。若这一地名被视作普通名词，则再在de后加冠词。此类姓氏如德维莱（Deviller）、德斯特雷（Destrée）、德莱维（de Lévis）等。
3. 源自城镇或村庄地名的姓氏。这与姓氏确立之前在本名后加注出生地名、居住地名的行为有关。属于此类的姓氏有博韦（Beauvais）、布尔热（Bourges）、肖蒙（Chaumont）、弗雷奈（Fresnay）、卢瓦西（Loisy）、米兰（Milan）、圣迪齐耶（Saint-Dizier）、图尔（Tours）、达米安（Damiens）、德克利希（de Clichy）、德蒙彼利埃（de Montpellier）等，都源自地名本身。
4. 源自地标、地形、地貌、植物名或住所特征。和姓氏确立以前以住处附近的标志性地标、地形、地貌或植物，或是住宅特征缀于本名后的行为有关，例如，源自山地的蒙特尔（Montel）、蒙泰（Montet）、蒙泰伊（Monteil）和迪蒙（Dumont）；源于山谷的瓦莱（Vallée）、拉瓦尔（Laval）、拉沃（Lavaud, Lavaux）、杜瓦尔（Duval）；源自河流的莱奥（Leau）、里维埃（Rivière）、里夫（Rives）、里瓦尔（Rival）等；源自树林的布瓦（Bois）和迪布瓦（Dubois）；源自大树的德拉布雷（Delarbre）；源自栎树的迪谢纳（Duchêne, Duchesne）；源自梨树的普瓦里耶（Poirier）等。源自地标和住所特征的姓氏，如拉卡斯（Lacase，小茅舍）、迈松（Maison，独门独院）、卡班（Cabane，小屋）、拉福热（Laforge，铁匠铺）、迪皮伊（Dupuis，井）、杜邦（Dupont，桥）等。
5. 源自族名或国家地区名。与姓氏确立前的移民行为有关。例如，来自布列塔尼的移民姓布雷顿（Breton）或勒布雷顿（Lebreton），来自洛林的移民姓洛兰（Lorrain），来自意大利的移民姓隆巴尔（Lombard），来自英国的移民姓朗格莱（Langlais）或朗格卢瓦（Langlois），来自西班牙的移民姓埃斯帕尼奥尔（Espagnol）或莱斯帕尼奥尔（Lespagnol）。
6. 源自职业。多半产生于城镇。属于此类的姓氏有布朗热（Boulanger，面包师傅）、沙普利耶（Chapelier，制帽工人）、库蒂里耶（Couturier，裁缝）、费夫尔（Fèvre，锅炉工）、富尔热龙（Forgeron，铁匠）、富隆（Foulon，缩绒工）、富尼耶（Fournier，面包师傅）、波捷（Potier，陶瓷工）、塔耶尔（Tailleur，裁缝）、贝尔热（Berger，羊倌） 、比舍龙（Bûcheron，伐木工人）、沙博尼耶（Charbonnier，烧炭人）、沙勒捷（Charretier，赶大车的人）、福舍尔（Faucheur，割草工） 、福科尼耶（Fauconnier，训练猎隼或猎鹰的人）、穆瓦索尼耶（Moissonnier，收割者） 、瓦谢（Vacher，牛倌）等。
7. 源自绰号。这些绰号可以来自体貌、性格、衣着特征或是动物名、植物名、工具名。源于身体特征，如格朗（Grand，大个子）、朗（Long，高个子）、珀蒂（Petit，矮子） 、格罗斯（Gros，胖子） 、肖韦（Chauvet，秃子）、布兰（Brun，棕头发）、鲁（Roux，红头发）、加缪（Camus，塌鼻子） 、博尔涅（Borgne，独眼龙） 、 若利韦（Jolivet，俊男） 、维兰（Vilain，丑男）等。源于性格特征，如库尔图瓦（Courtois，有礼貌的）、米尼昂（Mignon，娇小可爱的）、福尔（Fol，疯子） 等。源于动物名，如布拉克（Braque，短毛垂耳猎犬） 、勒沙（Lechat，猫）、拉内（Lane，驴）、布韦（Bouvet，牛）、穆顿（Mouton，绵羊）、普兰（Poulain，小马）、利埃夫尔（Lièvre，野兔）等。源自衣着特征，如沙普龙（Chaperon，戴帽者） 、博坦（Bottin，穿长靴者）等。源于工具名，如比费（Buffet，风箱）、克罗谢（Crochet，钩子）、古埃（Gouet， 砍刀）、马尔托（Marteau，锤子）、皮盖（Piquet，小镐）。这些姓氏前有时会带有冠词勒（le）。

姓氏前的助词，包括介词德（de，若后续词汇以元音开端则变为d'），冠词勒（le）和拉（la）；介词和冠词连写，阳性的de le写作迪（du），对应阴性的德拉（de la）；依照地区不同，du的形式会有变化，如在北法兰西变为德勒（dele），在南法兰西变为德尔（del）。新华社《世界人名翻译大辞典》规定这些助词在汉译时与后续部分连写，不加圆点；但常有许多约定俗成的姓名中，将这种介词单独以圆点隔开，如居伊·德·莫泊桑。介词de常被误解为贵族姓氏专属的元素，姓名中带有de者并不总是贵族出身。如夏尔·戴高乐的姓de Gaulle，实际上来源于弗拉芒荷兰语姓氏德瓦勒（de Walle）的对译；前法国总理多米尼克·德维尔潘（Dominique de Villepin）的姓氏仅指代地理出身，其家族并非贵族。需要注意的是，传统上，单以姓氏提及某人时，习惯忽略介词de（冠词le和la不会被忽略），如前总统候选人德维利耶（Philippe de Villiers）的选票，称维利耶的选票（le vote Villiers）；但这一习惯在近年来随着姓氏平等化的思潮而有所改变。
在美式英语中，有以驼峰式大小写的方式将介词de与后续部分连写的形式，如上文的de Villiers写作DeVilliers。法语并无此习惯。

### 常见姓氏
依照不同地区和不同参考来源整理的法语常见姓氏排名如下：
| 排名 | 法国（出生于1966年至1990年） | 法国（出生于1891年至1990年） | 法国              | 比利时瓦隆（2008）   | 加拿大魁北克（2006） |
| ---- | ---------------------------- | ---------------------------- | ----------------- | -------------------- | -------------------- |
| 1    | 马坦（Martin）               | 马坦（Martin）               | 马坦（Martin）    | 迪布瓦（Dubois）     | 特朗布莱（Tremblay） |
| 2    | 贝尔纳（Bernard）            | 贝尔纳（Bernard）            | 贝尔纳（Bernard） | 朗贝尔（Lambert）    | 加尼翁（Gagnon）     |
| 3    | 托马（Thomas）               | 托马（Thomas）               | 迪布瓦（Dubois）  | 马坦（Martin）       | 鲁瓦（Roy）          |
| 4    | 罗贝尔（Robert）             | 珀蒂（Petit）                | 托马（Thomas）    | 杜邦（Dupont）       | 科泰（Côté）         |
| 5    | 珀蒂（Petit）                | 罗贝尔（Robert）             | 罗贝尔（Robert）  | 西蒙（Simon）        | 布沙尔（Bouchard）   |
| 6    | 迪布瓦（Dubois）             | 里夏尔（Richard）            | 里夏尔（Richard） | 迪蒙（Dumont）       | 戈捷（Gauthier）     |
| 7    | 里夏尔（Richard）            | 迪朗（Durand）               | 珀蒂（Petit）     | 勒克莱尔（Leclercq） | 莫兰（Morin）        |
| 8    | 加西亚（García，西班牙语）   | 迪布瓦（Dubois）             | 迪朗（Durand）    | 洛朗（Laurent）      | 拉瓦（Lavoie）       |
| 9    | 迪朗（Durand）               | 莫罗（Moreau）               | 勒鲁瓦（Leroy）   | 勒热纳（Lejeune）    | 福尔坦（Fortin）     |
| 10   | 莫罗（Moreau）               | 洛朗（Laurent）              | 莫罗（Moreau）    | 勒纳尔（Renard）     | 加涅（Gagné）        |

这一列表统计了不同地区出生于1966年至1990年者的姓氏排名，显现出较明显的地方特征和移民踪迹：
| 排名 | 下诺曼底          | 阿尔萨斯            | 布列塔尼          | 普罗旺斯-阿尔卑斯-蓝色海岸        | 法兰西岛                           |
| ---- | ----------------- | ------------------- | ----------------- | --------------------------------- | ---------------------------------- |
| 1    | 马里（Marie）     | 迈尔（Meyer）       | 勒加尔（Le Gall） | 马坦（Martin）                    | 马坦（Martin）                     |
| 2    | 马坦（Martin）    | 米勒（Muller）      | 托马（Thomas）    | 加西亚（Garcia，西班牙语）        | 达席尔瓦（Da Silva，葡萄牙语）     |
| 3    | 让纳（Jeanne）    | 施密特（Schmitt）   | 勒戈夫（Le Goff） | 马丁内斯（Martinez，西班牙语）    | 佩雷拉（Pereira，葡萄牙语）        |
| 4    | 迪瓦尔（Duval）   | 施奈德（Schneider） | 勒鲁（Le Roux）   | 布朗（Blanc）                     | 珀蒂（Petit）                      |
| 5    | 勒菲弗（Lefèvre） | 克莱因（Klein）     | 马坦（Martin）    | 费尔南德斯（Fernandez，西班牙语） | 多斯桑托斯（Dos Santos，葡萄牙语） |
| 6    | 勒鲁瓦（Leroy）   | 韦伯（Weber）       | 西蒙（Simon）     | 洛佩斯（Lopez，西班牙语）         | 费雷拉（Ferreira，葡萄牙语）       |
| 7    | 埃贝尔（Hébert）  | 费舍尔（Fischer）   | 唐吉（Tanguy）    | 鲁（Roux）                        | 罗德里格斯（Rodrigues，葡萄牙语）  |
| 8    | 介朗（Guérin）    | 马坦（Martin）      | 阿蒙（Hamon）     | 桑切斯（Sanchez，西班牙语）       | 迪布瓦（Dubois）                   |
| 9    | 西蒙（Simon）     | 魏斯（Weiss）       | 埃尔韦（Hervé）   | 佩雷斯（Perez，西班牙语）         | 贝尔纳（Bernard）                  |
| 10   | 阿梅尔（Hamel）   | 瓦尔特（Walter）    | 莫尔旺（Morvan）  | 米歇尔（Michel）                  | 费尔南德斯（Fernandes，葡萄牙语）  |

### 后用姓
法国女子结婚后，在法律上不会更改姓氏，但一般会以其丈夫的姓氏，或是其娘家姓与丈夫姓氏连写后的姓氏作为“后用姓”（Nom d'usage）。除此之外，后用姓亦可以是使用者并不使用的父母姓氏，一般为父母离异子女或是重组家庭为表明其出身而使用。

## 尊称和头衔
在正式或是表示礼貌的场合，常在姓名或姓氏前冠以尊称。广泛使用的法语尊称如下：
- 男子为Monsieur，一般译为先生，单数缩写为M.或Mr，复数messieurs，缩写为MM.或Mrs。
- 已婚女子为Madame，一般译为夫人，缩写为Mme，复数mesdames，缩写为Mmes。
- 传统上称呼未婚女子为Mademoiselle（一般译为小姐，缩写为Mlle或Mle，复数mesdemoiselles，缩写为Mlles或Mles。这一称呼因当代男女平权运动而逐渐被弃用，以madame替代[23]。